# 石橋正二郎
石桥正二郎（日语：いしばし しょうじろう，1889年2月1日—1976年9月11日），出生于日本福冈县久留米市。日本企业家，普利司通公司的创始人。早年继承父亲石桥德次郎的服装事业并将其发展壮大，后来改行从事轮胎生产成立了普利司通公司。曾担任过日本橡胶行业协会会长，热衷于收藏艺术品，对慈善事业也作出过许多贡献。

## 布袜生意
1906年3月从久留米商业学校毕业的石桥正二郎与兄长重太郎一起经营父亲的SIMA成衣铺，不久他就将成衣铺的业务改为专营布袜生意，同时引入休假、工匠制度以提高工人的工作积极性。1913年，受车票统一价格的启发，正二郎开始统一不同规格布袜间的价格，同时推出低价布袜，改用新商标ASAHI（朝日）。这些措施获得了市场肯定，促进了产品的产销量，1918年的布袜年产量达到300万双。1918年6月正二郎与兄长一同成立了日本布袜公司，家族产业开始向公司制转型。正二郎担任新公司的专务董事，兄长德次郎 担任社长。一次世界大战结束后，石桥正二郎注意到日本国民生活水平提高，草鞋已不能满足人们的需求。于是开始开发胶底布袜，1923年又开始开发胶底鞋。在这一过程中，石桥正二郎接触到了一批橡胶工业的技师和工作人员，日后生产轮胎时这段经历给他提供了许多帮助。1930年后正二郎接替兄长成为社长。

## 普利司通
1929年中石桥正二郎就开始为研制轮胎而进口机器设备，1930年4月9日制作成功普利司通一号轮胎。为了避免因为被当做财阀而受到制裁，1947年正二郎将自己拥有的日本橡胶公司（原日本布袜）股份同其兄弟拥有的普利司通股份交换，同时辞去日本橡胶社长一职。之后，在视察过先进轮胎技术后，石桥正二郎又先后做出过研制人造纤维轮胎、尼龙轮胎、子午线轮胎、钢丝轮胎的指示。1956年2月，石桥正二郎辞去普利司通社长一职担任董事长，将其交给长子石桥干一郎。 1973年5月15日辞去会长一职。1976年9月11日，石桥正二郎因帕金森综合症去世。死后，他被埋葬在久留米市的千荣寺内。

## 慈善事业
石桥正二郎热衷收藏艺术品，1952年他将自己的私人收藏放置在新建成的东京普利司通办公大楼内，以普利司通画廊的名义向公众开放。 同时，他还在家乡久留米市建设了石桥美术馆、体育馆、文化中心,为母校久留米商业学校捐赠了柔道馆和体育馆。他还为东京国立近代美术馆捐献过大量资金

## 家庭
- 父亲石桥德次郎、兄长石桥重太郎（德次郎）、弟弟石桥进一。
- 长子石桥干一郎
- 长女石桥安子（1922年9月11日─2013年2月11日，嫁给鸠山威一郎，生下鸠山由纪夫和鸠山邦夫）[6]
- 次女石桥典子
- 三女石桥启子
- 四女石桥多摩子

## 轶闻
在麻布十番的一家餐廳，懸掛著署名石橋先生的書法“積善之家慶有餘”。